# Vyšėjšaja Liha 2017
La Vyšėjšaja Liha 2017 è stata la ventisettesima edizione della massima serie del campionato bielorusso di calcio, disputato tra il 1º aprile e il 26 novembre 2017. Il BATĖ Borisov ha vinto il campionato per la quattordicesima volta, l'undicesima consecutiva. Il capocannoniere della competizione è stato Michail Hardzjajčuk (BATĖ Borisov) con 18 reti realizzate.

## Stagione

### Novità
Dalla Vyšėjšaja Liha 2016 sono stati retrocessi in Peršaja Liha il Belšyna e il Hranit Mikašėvičy, mentre dalla Peršaja Liha sono stati promossi in Vyšėjšaja Liha il Homel' e il Dnjapro Mahilëŭ.

### Formula
Le 16 squadre partecipanti si affrontano in un girone all'italiana con partite di andata e ritorno per un totale di 30 giornate. La squadra prima classificata è dichiarata campione di Bielorussia e viene ammessa alla UEFA Champions League 2018-2019 partendo dal secondo turno di qualificazione. Le squadre classificate al secondo e terzo posto, assieme alla squadra vincitrice della coppa nazionale, vengono ammesse alla UEFA Europa League 2018-2019 partendo dal primo turno di qualificazione. Le ultime due classificate sono retrocesse in Peršaja Liha.

### Avvenimenti
Prima dell'inizio del campionato l'Islač è stato penalizzato di 7 punti, mentre il Naftan è stato penalizzato di 5 punti.
La partita valida per la ventitreesima giornata tra BATĖ Borisov e Sluck, terminata sul campo col punteggio di 6-0 per il BATĖ Borisov, è stata data vinta allo Slutsk per 3-0 a tavolino. Successivamente, la federazione bielorussa ha annullato la decisione, restituendo al BATĖ Borisov la vittoria per 6-0 sullo Slutsk.

## Squadre partecipanti
| Club              | Stagione | Città         | Stadio                       | Stagione 2016               |
| ----------------- | -------- | ------------- | ---------------------------- | --------------------------- |
| BATĖ Borisov      | dettagli | Barysaŭ       | Barysaŭ-Arėna                | Campione di Bielorussia     |
| Dinamo Brėst      |          | Brėst         | OSK Brestskiy                | 8º posto in Vyšėjšaja Liha  |
| Dinamo Minsk      |          | Minsk         | Stadio Traktar               | 3º posto in Vyšėjšaja Liha  |
| Dnjapro Mahilëŭ   |          | Mahilëŭ       | Stadio Spartak               | 2º posto in Peršaja Liha    |
| Haradzeja         |          | Haradzeja     | Stadio Haradzeja             | 9º posto in Vyšėjšaja Liha  |
| Homel'            |          | Homel'        | Stadio Central'ny            | 1º posto in Peršaja Liha    |
| Islač             |          | Raën di Minsk | Stadio Haradzki (Maladzečna) | 7º posto in Vyšėjšaja Liha  |
| Krumkačy Minsk    |          | Minsk         | Stadio FK Minsk              | 11º posto in Vyšėjšaja Liha |
| Minsk             |          | Minsk         | Stadio FK Minsk              | 4º posto in Vyšėjšaja Liha  |
| Naftan            |          | Navapolack    | Stadio Atlant                | 13º posto in Vyšėjšaja Liha |
| Nëman             |          | Hrodna        | Stadio Nëman                 | 14º posto in Vyšėjšaja Liha |
| Šachcër Salihorsk |          | Salihorsk     | Stadio Stroitel              | 2º posto in Vyšėjšaja Liha  |
| Slavija-Mazyr     |          | Mazyr         | Stadio Junatsva              | 10º posto in Vyšėjšaja Liha |
| Sluck             |          | Sluck         | Stadio Haradzki              | 12º posto in Vyšėjšaja Liha |
| Tarpeda-BelAZ     |          | Žodzina       | Stadio Torpedo               | 5º posto in Vyšėjšaja Liha  |
| Vicebsk           |          | Vicebsk       | Vitebsky CSK                 | 6º posto in Vyšėjšaja Liha  |

## Classifica finale
|  | Pos. | Squadra           | Pt | G  | V  | N  | P  | GF | GS | DR  |
|  | ---- | ----------------- | -- | -- | -- | -- | -- | -- | -- | --- |
|  | 1.   | BATĖ Borisov      | 68 | 30 | 21 | 5  | 4  | 61 | 19 | +42 |
|  | 2.   | Dinamo Minsk      | 68 | 30 | 22 | 2  | 6  | 46 | 15 | +31 |
|  | 3.   | Šachcër Salihorsk | 65 | 30 | 20 | 5  | 5  | 52 | 22 | +30 |
|  | 4.   | Dinamo Brėst      | 51 | 30 | 14 | 9  | 7  | 47 | 26 | +21 |
|  | 5.   | Tarpeda-BelAZ     | 51 | 30 | 14 | 9  | 7  | 43 | 27 | +16 |
|  | 6.   | Nëman             | 49 | 30 | 14 | 7  | 9  | 42 | 32 | +10 |
|  | 7.   | Sluck             | 44 | 30 | 12 | 8  | 10 | 30 | 34 | -4  |
|  | 8.   | Vicebsk           | 43 | 30 | 12 | 7  | 11 | 35 | 38 | -3  |
|  | 9.   | Haradzeja         | 38 | 30 | 8  | 14 | 8  | 37 | 35 | +2  |
|  | 10.  | Homel'            | 35 | 30 | 9  | 8  | 13 | 24 | 25 | -1  |
|  | 11.  | Islač (-7)        | 27 | 30 | 10 | 4  | 16 | 27 | 46 | -19 |
|  | 12.  | Dnjapro Mahilëŭ   | 26 | 30 | 6  | 8  | 16 | 27 | 48 | -21 |
|  | 13.  | Krumkačy Minsk    | 25 | 30 | 5  | 10 | 15 | 26 | 47 | -21 |
|  | 14.  | Minsk             | 23 | 30 | 3  | 14 | 13 | 19 | 39 | -20 |
|  | 15.  | Slavija-Mazyr     | 20 | 30 | 4  | 8  | 18 | 26 | 50 | -24 |
|  | 16.  | Naftan (-5)       | 13 | 30 | 4  | 6  | 20 | 18 | 57 | -39 |

Legenda:
      Campione di Bielorussia e ammessa alla UEFA Champions League 2018-2019
      Ammesse alla UEFA Europa League 2018-2019
      Retrocessa in Peršaja Liha 2018
Note:
Tre punti a vittoria, uno a pareggio, zero a sconfitta.
La classifica viene stilata secondo i seguenti criteri:
- Punti conquistati
- Punti conquistati negli scontri diretti
- Partite vinte negli scontri diretti
- Differenza reti negli scontri diretti
- Reti realizzate negli scontri diretti
- Differenza reti generale
- Reti totali realizzate
- Sorteggio

Il Naftan ha scontato 5 punti di penalizzazione.
L'Islač ha scontato 7 punti di penalizzazione.
Il Krumkačy Minsk è stato successivamente escluso dalla Vyšėjšaja Liha 2018 e retrocesso in Druhaja Liha 2018.

## Risultati

### Tabellone
|                   | BAT  | DiB  | DiM  | Dnj  | Har  | Hom  | Isl  | Kru  | Min  | Naf  | Nëm  | Šac  | Sla  | Slu  | Tor  | Vic  |
| ----------------- | ---- | ---- | ---- | ---- | ---- | ---- | ---- | ---- | ---- | ---- | ---- | ---- | ---- | ---- | ---- | ---- |
| BATĖ Borisov      | –––– | 1-0  | 1-0  | 2-1  | 2-0  | 3-0  | 2-0  | 2-3  | 1-0  | 1-1  | 3-1  | 1-0  | 2-0  | 6-0  | 0-0  | 3-1  |
| Dinamo Brest      | 1-1  | –––– | 1-0  | 3-0  | 1-1  | 3-0  | 4-1  | 3-0  | 4-0  | 2-0  | 0-2  | 2-2  | 3-1  | 0-0  | 1-0  | 2-0  |
| Dinamo Minsk      | 0-1  | 1-0  | –––– | 2-1  | 4-2  | 1-0  | 1-0  | 1-0  | 1-0  | 1-0  | 1-0  | 2-2  | 0-0  | 2-0  | 1-0  | 1-3  |
| Dnjapro Mahilëŭ   | 0-2  | 1-0  | 0-3  | –––– | 2-2  | 0-4  | 1-2  | 2-1  | 1-1  | 4-0  | 0-3  | 0-1  | 5-3  | 0-0  | 0-5  | 1-2  |
| Haradzeja         | 3-3  | 1-1  | 1-0  | 2-2  | –––– | 0-0  | 2-0  | 1-1  | 1-1  | 2-0  | 1-0  | 0-1  | 0-0  | 1-1  | 3-2  | 3-2  |
| Homel'            | 1-1  | 0-1  | 0-1  | 0-0  | 0-0  | –––– | 0-1  | 2-0  | 2-1  | 3-1  | 2-2  | 0-0  | 2-0  | 0-1  | 0-1  | 0-1  |
| Islač             | 0-2  | 3-1  | 1-5  | 1-0  | 0-4  | 0-1  | –––– | 1-1  | 0-0  | 0-0  | 0-1  | 1-2  | 1-0  | 1-2  | 2-1  | 0-1  |
| Krumkačy Minsk    | 2-3  | 1-1  | 0-1  | 0-0  | 0-3  | 0-1  | 2-0  | –––– | 2-1  | 2-2  | 2-2  | 0-2  | 1-1  | 1-1  | 0-3  | 1-0  |
| Minsk             | 1-0  | 2-2  | 0-2  | 0-0  | 0-0  | 0-2  | 2-0  | 0-0  | –––– | 2-2  | 0-1  | 0-1  | 2-2  | 1-1  | 0-0  | 0-0  |
| Naftan            | 0-3  | 0-4  | 0-4  | 0-1  | 1-0  | 0-3  | 1-2  | 0-3  | 0-1  | –––– | 3-2  | 1-5  | 0-2  | 0-1  | 0-1  | 0-0  |
| Nëman             | 0-1  | 0-2  | 0-1  | 2-0  | 2-1  | 3-0  | 1-1  | 2-0  | 3-1  | 2-1  | –––– | 3-1  | 1-1  | 2-1  | 0-1  | 1-4  |
| Šachcër Salihorsk | 0-4  | 3-0  | 0-1  | 2-1  | 4-0  | 0-0  | 4-0  | 2-0  | 3-0  | 2-1  | 0-0  | –––– | 1-0  | 2-1  | 1-2  | 2-0  |
| Slavija-Mazyr     | 0-6  | 1-2  | 0-2  | 4-0  | 1-0  | 1-1  | 2-3  | 3-1  | 2-2  | 1-2  | 1-2  | 0-3  | –––– | 1-2  | 0-3  | 0-1  |
| Sluck             | 1-0  | 1-0  | 0-3  | 1-0  | 1-1  | 1-0  | 1-3  | 2-0  | 2-0  | 0-1  | 1-2  | 0-2  | 0-0  | –––– | 4-1  | 2-3  |
| Tarpeda-BelAZ     | 2-4  | 1-1  | 1-0  | 0-0  | 3-2  | 1-0  | 2-1  | 3-0  | 1-1  | 1-1  | 1-1  | 1-2  | 2-0  | 1-1  | –––– | 2-0  |
| Vicebsk           | 1-0  | 2-2  | 1-4  | 0-4  | 0-0  | 1-0  | 0-1  | 2-2  | 3-0  | 2-0  | 2-2  | 1-2  | 1-0  | 0-1  | 1-1  | –––– |

## Statistiche

### Classifica marcatori
| Gol |  |  | Giocatore              | Squadra                      |
| --- |  |  | ---------------------- | ---------------------------- |
| 18  |  |  | Michail Hardzjajčuk    | BATĖ Borisov                 |
| 15  |  |  | Pavel Savicki          | Nëman                        |
| 12  |  |  | Bojan Dubajić          | Haradzeja                    |
| 12  |  |  | Anton Saroka           | Dinamo Minsk                 |
| 11  |  |  | Jahor Zubovič          | Tarpeda-BelAZ                |
| 10  |  |  | Dzjanis Lapceŭ         | Šachcër Salihorsk            |
| 10  |  |  | Leandro Gabriel Torres | Dinamo Brėst                 |
| 9   |  |  | Uladzimir Chvaščynski  | Dinamo Minsk                 |
| 9   |  |  | Maksim Skavyš          | Tarpeda-BelAZ                |
| 8   |  |  | Nivaldo                | Dinamo Brėst (3), Homel' (5) |